# Andreas Birnbacher
Andreas Birnbacher (ur. 11 września 1981 w Prien am Chiemsee) – niemiecki biathlonista, wielokrotny medalista mistrzostw świata.

## Kariera
Pierwsze sukcesy w karierze osiągnął w 2000 roku, kiedy na mistrzostwach świata juniorów w Hochfilzen zdobył złoty medal w sztafecie, srebrne w sprincie i biegu indywidualnym oraz brązowy w biegu pościgowym. Podczas rozgrywanych rok później mistrzostw świata juniorów w Chanty-Mansyjsku zwyciężył w sprincie, biegu pościgowym i sztafecie.
W Pucharze Świata zadebiutował 18 stycznia 2001 roku w Anterselvie, zajmując 49. miejsce w sprincie. Pierwsze punkty wywalczył 6 grudnia 2001 roku w Hochfilzen, zajmując 11. miejsce w tej samej konkurencji. Na podium zawodów tego cyklu po raz pierwszy stanął 16 lutego 2005 roku w Pokljuce, kończąc rywalizację w sprincie na trzeciej pozycji. Wyprzedzili go tylko Alaksandr Syman z Białorusi i Rosjanin Siergiej Rożkow. W kolejnych startach jeszcze 15 razy stawał na podium, odnosząc sześć zwycięstw: 17 marca 2011 roku w Oslo i 7 grudnia 2012 roku w Hochfilzen wygrywał w sprincie, 8 stycznia 2012 roku w Oberhofie, 21 stycznia 2012 roku w Anterselvie i 16 grudnia 2012 roku w Pokljuce był najlepszy w biegach masowych, a 17 grudnia 2011 roku w Hochfilzen wygrał bieg pościgowy. Najlepsze wyniki osiągnął w sezonie 2011/2012, kiedy zajął trzecie miejsce w klasyfikacji generalnej, za Francuzem Martinem Fourcade'em i Emilem Hegle Svendsenem z Norwegii. W tym samym sezonie zwyciężył w klasyfikacji biegu masowego. W sezonie 2012/2013 był drugi w klasyfikacji biegu indywidualnego.
Podczas mistrzostw świata w Anterselvie w 2007 roku wywalczył srebrny medal w biegu masowym. Rozdzielił tam na podium swego rodaka - Michaela Greisa i Francuza Raphaëla Poirée. Na rozgrywanych rok później mistrzostwach świata w Östersund zdobył dwa medale. Najpierw wspólnie z Sabriną Buchholz, Magdaleną Neuner i Michaelem Greisem zwyciężył w sztafecie mieszanej, zdobywając pierwszy w historii złoty medal dla Niemiec w tej konkurencji. Cztery dni później razem z Greisem, Michaelem Röschem i Alexandrem Wolfem zajął trzecie miejsce w sztafecie mężczyzn. Kolejne dwa medale zdobył podczas mistrzostw świata w Ruhpolding w 2012 roku, gdzie w obu tych konkurencjach zajmował trzecie miejsce. Ostatni medal zdobył na mistrzostwach świata w Novym Měscie rok później, razem z Simonem Schemppem, Arndem Peifferem i Erikiem Lesserem zajął trzecie miejsce w sztafecie mężczyzn.
W 2010 roku wystartował na igrzyskach olimpijskich w Vancouver, zajmując między innymi dwunaste miejsce w biegu indywidualnym, trzynaste w biegu pościgowym i piąte w sztafecie. Brał też udział w igrzyskach w Soczi cztery lata później w swoim jedynym starcie zajął 22. pozycję w biegu indywidualnym.
Wielokrotnie zdobywał medale mistrzostw Niemiec, w tym złote w sprincie w latach 2003, 2004, 2005 i 2008, sztafecie w latach 2004, 2005 i 2008, biegu masowym w latach 2004 i 2008 i biegu na dochodzenie w latach 2005 i 2007.

## Osiągnięcia

### Igrzyska olimpijskie
| Rok  | Miejscowość | Konkurencje | Konkurencje | Konkurencje | Konkurencje | Konkurencje | Konkurencje | Konkurencje |
| Rok  | Miejscowość | IN          | SP          | PU          | MS          | RL          | MR          | SR          |
| ---- | ----------- | ----------- | ----------- | ----------- | ----------- | ----------- | ----------- | ----------- |
| 2010 | Vancouver   | 12.         | 23.         | 13.         | 15.         | 5.          | nd.         | –           |
| 2014 | Soczi       | 22.         | –           | –           | –           | –           | –           | –           |

### Mistrzostwa świata
| Rok  | Miejscowość     | Konkurencje | Konkurencje | Konkurencje | Konkurencje | Konkurencje | Konkurencje | Konkurencje |
| Rok  | Miejscowość     | IN          | SP          | PU          | MS          | RL          | MR          | SR          |
| ---- | --------------- | ----------- | ----------- | ----------- | ----------- | ----------- | ----------- | ----------- |
| 2004 | Oberhof         | 14.         | –           | –           | –           | –           | nd.         | –           |
| 2005 | Hochfilzen      | –           | 56.         | dns.        | –           | –           | nd.         | –           |
| 2006 | Pokljuka        | nd.         | nd.         | nd.         | nd.         | nd.         | 4.          | –           |
| 2007 | Anterselva      | 19.         | 17.         | 13.         | 2.          | –           | –           | –           |
| 2008 | Östersund       | –           | 8.          | 21.         | 16.         | 3.          | 1.          | –           |
| 2009 | Pjongczang      | –           | –           | –           | –           | –           | –           | –           |
| 2010 | Chanty-Mansyjsk | nd.         | nd.         | nd.         | nd.         | nd.         | –           | –           |
| 2011 | Chanty-Mansyjsk | 8.          | 6.          | 5.          | 16.         | 7.          | –           | –           |
| 2012 | Ruhpolding      | 4.          | 16.         | 12.         | –           | 3.          | 3.          | –           |
| 2013 | Nové Město      | 8.          | 23.         | 22.         | 11.         | 3.          | –           | –           |
| 2015 | Kontiolahti     | –           | –           | –           | –           | –           | –           | –           |
| 2016 | Oslo            | 9.          | –           | –           | –           | –           | –           | –           |

### Mistrzostwa świata juniorów
| Rok  | Miejscowość     | Konkurencje | Konkurencje | Konkurencje | Konkurencje | Konkurencje | Konkurencje | Konkurencje |
| Rok  | Miejscowość     | IN          | SP          | PU          | MS          | RL          | MR          | SR          |
| ---- | --------------- | ----------- | ----------- | ----------- | ----------- | ----------- | ----------- | ----------- |
| 2000 | Hochfilzen      | 2.          | 2.          | 3.          | nd.         | 1.          | nd.         | –           |
| 2001 | Chanty-Mansyjsk | 10.         | 1.          | 1.          | nd.         | 1.          | nd.         | –           |

### Puchar Świata

#### Miejsca w klasyfikacji generalnej
| Sezon     | Miejsce |
| --------- | ------- |
| 2000/2001 | -       |
| 2001/2002 | 54.     |
| 2002/2003 | 46.     |
| 2003/2004 | 29.     |
| 2004/2005 | 30.     |
| 2005/2006 | 17.     |
| 2006/2007 | 13.     |
| 2007/2008 | 10.     |
| 2008/2009 | 27.     |
| 2009/2010 | 15.     |
| 2010/2011 | 14.     |
| 2011/2012 | 3.      |
| 2012/2013 | 5.      |
| 2013/2014 | 41.     |
| 2014/2015 | 24.     |
| 2015/2016 | 19.     |

#### Zwycięstwa w zawodach chronologicznie
| Lp. | Dzień       | Rok  | Miejscowość       | Konkurencja               | Pudła   | Czas biegu | Przypisy |
| --- | ----------- | ---- | ----------------- | ------------------------- | ------- | ---------- | -------- |
| 1.  | 17 marca    | 2011 | Oslo/Holmenkollen | Sprint na 10 km           | 0+0     | 26:14,6    | –        |
| 2.  | 17 grudnia  | 2011 | Hochfilzen        | Bieg pościgowy na 12,5 km | 0+0+0+0 | 35:40,3    | –        |
| 3.  | 8 stycznia  | 2012 | Oberhof           | Bieg masowy na 15 km      | 0+0+0+0 | 38:34,6    | –        |
| 4.  | 21 stycznia | 2012 | Anterselva        | Bieg masowy na 15 km      | 0+0+1+0 | 38:45,7    | –        |
| 5.  | 7 grudnia   | 2012 | Hochfilzen        | Sprint na 10 km           | 0+0     | 25:31,1    | –        |
| 6.  | 16 grudnia  | 2012 | Pokljuka          | Bieg masowy na 15 km      | 0+0+0+0 | 35:39,4    | –        |

#### Miejsca na podium w zawodach chronologicznie
| Lp. | Dzień        | Rok  | Miejscowość       | Konkurencja                | Lokata | Pudła   | Czas biegu | Strata | Zwycięzca            |
| --- | ------------ | ---- | ----------------- | -------------------------- | ------ | ------- | ---------- | ------ | -------------------- |
| 1.  | 16 lutego    | 2005 | Pokljuka          | Sprint na 10 km            | 3.     | 0+0     | 25:12,3    | +16,7  | Aleksander Syman     |
| 2.  | 18 lutego    | 2005 | Pokljuka          | Bieg pościgowy na 12,5 km  | 3.     | 1+1+0+0 | 34:39,1    | +10,0  | Nikołaj Krugłow      |
| 3.  | 30 listopada | 2006 | Östersund         | Bieg indywidualny na 20 km | 2.     | 0+0+0+0 | 51:52,9    | +14,3  | Ole Einar Bjørndalen |
| 4.  | 21 stycznia  | 2007 | Pokljuka          | Bieg masowy na 15 km       | 3.     | 0+0+1+0 | 39:13,4    | +49,3  | Christoph Sumann     |
| 5.  | 11 lutego    | 2007 | Anterselva        | Bieg masowy na 15 km       | 2.     | 0+0+0+0 | 38:07,5    | +15,4  | Michael Greis        |
| 6.  | 17 marca     | 2011 | Oslo/Holmenkollen | Sprint na 10 km            | 1.     | 0+0     | 26:14,6    | –      | –                    |
| 7.  | 17 grudnia   | 2011 | Hochfilzen        | Bieg pościgowy na 12,5 km  | 1.     | 0+0+0+0 | 35:40,3    | –      | –                    |
| 8.  | 8 stycznia   | 2012 | Oberhof           | Bieg masowy na 15 km       | 1.     | 0+0+0+0 | 38:34,6    | –      | –                    |
| 9.  | 21 stycznia  | 2012 | Anterselva        | Bieg masowy na 15 km       | 1.     | 0+0+1+0 | 38:45,7    | –      | –                    |
| 10. | 5 lutego     | 2012 | Oslo/Holmenkollen | Bieg masowy na 15 km       | 2.     | 0+0+0+0 | 40:50,4    | +6,3   | Emil Hegle Svendsen  |
| 11. | 2 grudnia    | 2012 | Östersund         | Bieg pościgowy na 12,5 km  | 2.     | 0+0+1+0 | 33:04,2    | +0,7   | Martin Fourcade      |
| 12. | 7 grudnia    | 2012 | Hochfilzen        | Sprint na 10 km            | 1.     | 0+0     | 25:31,1    | –      | –                    |
| 13. | 16 grudnia   | 2012 | Pokljuka          | Bieg masowy na 15 km       | 1.     | 0+0+0+0 | 35:39,4    | –      | –                    |
| 14. | 7 marca      | 2013 | Soczi             | Bieg indywidualny na 20 km | 2.     | 0+0+0+0 | 49:47,5    | +6,9   | Martin Fourcade      |
| 15. | 15 marca     | 2013 | Chanty-Mansyjsk   | Sprint na 10 km            | 3.     | 0+0     | 25:06,4    | +43,8  | Martin Fourcade      |
| 16. | 12 grudnia   | 2014 | Hochfilzen        | Sprint na 10 km            | 3.     | 0+0     | 24:52,8    | +17,9  | Johannes Thingnes Bø |